# Custódio Castro
Custódio Miguel Dias de Castro (Guimarães, 24 mei 1983) – alias Custódio – is een Portugees voormalig voetballer die doorgaans als middenvelder speelde. Tussen 2012 en 2013 speelde hij tien interlands in het Portugees voetbalelftal.

## Clubcarrière
Custódio speelde in de jeugd van Vitória, waarna hij in 1999 de overstap maakte naar Sporting Lissabon. Bij die club werd hij in 2001 toegelaten tot het belofteteam van de club en vanaf de zomer erna speelde hij ook mee bij het eerste elftal. Op 16 augustus 2003 maakte de middenvelder zijn debuut, toen er met 1-2 gewonnen werd op bezoek bij Académica Coimbra. In zijn eerste seizoen speelde hij 22 wedstrijden. In het seizoen 2006/07 benoemde coach Paulo Bentohem tot aanvoerder van de club, als compliment voor zijn consistente prestaties voor Sporting. Dat seizoen verloor hij echter zijn vaste plaats en in juni 2007 trok hij naar het Russische Dinamo Moskou. In januari 2009 keerde hij terug naar zijn vaderland, toen hij opnieuw voor Vitória SC ging spelen. Na twee seizoen vertrok hij op 31 augustus 2010 naar SC Braga. Bij Braga was hij eerst nog slachtoffer van een roulatiesysteem, maar in zijn eerste seizoen, waarin de club vierde werd, speelde hij toch nog 25 wedstrijden. Op 5 mei 2011 scoorde Custódio een doelpunt in de halve finale van de Europa League tegen Benfica uit een hoekschop. Daarmee kopte hij Braga naar de finale, waar met 1-0 verloren werd van FC Porto door een goal van Radamel Falcao. In januari 2015 maakte de Portugees transfervrij de overstap naar Akhisar Belediyespor. In de zomer van 2017 zette Custódio een punt achter zijn actieve carrière, op vierendertigjarige leeftijd.

## Interlandcarrière
Custódio werd in 2012 opgenomen in de selectie van het Portugees voetbalelftal voor het Europees kampioenschap, al had hij tot op dat moment nog niet gespeeld voor het nationale team. Hij maakte zijn debuut pas net voor het toernooi, op 2 juni 2013, toen er met 1–3 verloren werd van Turkije. De middenvelder nam namens bondscoach Paulo Bento plaats op de bank en hij mocht in de tweede helft invallen voor Miguel Veloso. De andere debutant dat duel was zijn teamgenoot bij Braga, Miguel Lopes. Op het toernooi zelf werd Portugal in de halve finale uitgeschakeld door Spanje, dat na strafschoppen doorging naar de finale.

### Gespeelde interlands
| Interlands van Custódio voor Portugal | Interlands van Custódio voor Portugal | Interlands van Custódio voor Portugal | Interlands van Custódio voor Portugal | Interlands van Custódio voor Portugal | Interlands van Custódio voor Portugal | Interlands van Custódio voor Portugal |
| №                                     | Datum                                 | Wedstrijd                             | Uitslag                               | Competitie                            | Goals                                 |                                       |
| Als speler bij SC Braga               | Als speler bij SC Braga               | Als speler bij SC Braga               | Als speler bij SC Braga               | Als speler bij SC Braga               | Als speler bij SC Braga               | Als speler bij SC Braga               |
| ------------------------------------- | ------------------------------------- | ------------------------------------- | ------------------------------------- | ------------------------------------- | ------------------------------------- | ------------------------------------- |
| 1                                     | 2 juni 2012                           | Portugal – Turkije                    | 1 – 3                                 | Vriendschappelijk                     |                                       |                                       |
| 2                                     | 17 juni 2012                          | Nederland – Portugal                  | 1 – 2                                 | EK 2012                               |                                       |                                       |
| 3                                     | 21 juni 2012                          | Tsjechië – Portugal                   | 0 – 1                                 | EK 2012                               |                                       |                                       |
| 4                                     | 27 juni 2012                          | Portugal – Spanje                     | 0 – 0                                 | EK 2012                               |                                       |                                       |
| 5                                     | 7 september 2012                      | Luxemburg – Portugal                  | 1 – 2                                 | WK 2014 kwalificatie                  |                                       |                                       |
| 6                                     | 14 november 2012                      | Gabon – Portugal                      | 2 – 2                                 | Vriendschappelijk                     |                                       |                                       |
| 7                                     | 6 februari 2013                       | Portugal – Ecuador                    | 2 – 3                                 | Vriendschappelijk                     |                                       |                                       |
| 8                                     | 26 maart 2013                         | Azerbeidzjan – Portugal               | 0 – 2                                 | WK 2014 kwalificatie                  |                                       |                                       |
| 9                                     | 7 juni 2013                           | Portugal – Rusland                    | 1 – 0                                 | WK 2014 kwalificatie                  |                                       |                                       |
| 10                                    | 10 juni 2013                          | Kroatië – Portugal                    | 0 – 1                                 | Vriendschappelijk                     |                                       |                                       |

## Trainerscarrière
Na zijn spelersafscheid ging Custódio aan de slag als assistent-trainer bij het B-elftal van SC Braga. Tussen 2017 en 2019 was hij assistent onder achtereenvolgens João Aroso, Wender en Rui Santos. Na twee seizoenen ging hij aan de slag als assistent-trainer van de U17 van Braga. In maart 2020 werd hij echter aangesteld als hoofdtrainer na het vertrek van Rúben Amorim naar Sporting Lissabon.  Na amper zes wedstrijden, waarin Braga twee keer won en een keer gelijkspeelde, kwam er al een einde aan het trainerschap van Custódio bij Braga.